# Terremoto del Bhutan del 2009
Il terremoto del Bhutan del 2009 è stato un evento sismico di 6,1 magnitudo momento (Mw) verificatosi il 21 settembre 2009 alle ore 14:53 locali nella parte orientale del Bhutan. L'epicentro è stato calcolato a circa 180 chilometri a est della capitale Thimphu, nel Distretto di Mongar. Il terremoto è stato avvertito anche in Bangladesh, Tibet e India. In tutto hanno perso la vita almeno dodici persone, la maggior parte dei quali a causa del crollo della propria casa; ci sono anche stati almeno 15 feriti.
Nel Bhutan sono andati distrutti monasteri buddisti, edifici pubblici e privati, tra cui almeno mille abitazioni, costringendo gli abitanti a dormire all'aperto. Anche nella città indiana di Guwahati sono stati danneggiati alcuni edifici.
Il terremoto è stato giudicato "uno dei maggiori disastri recenti" dal primo ministro del Bhutan, Jigme Thinley.

## Dopo il 21 settembre
In totale ci sono state sette scosse d'assestamento.
La più grande è stata misurata in 5,7 gradi sulla scala Richter ed è stata avvertita in Myanmar e negli stati nord dell'India di Assam, Arunachal Pradesh, Nagaland e Manipur.